# L'Oréal
L’Oréal est un groupe industriel français de produits cosmétiques. La société, créée par Eugène Schueller le 30 juillet 1909, est de nos jours devenue le groupe international numéro un mondial de l'industrie cosmétique,,,.
Le groupe fait partie de l'Indice CAC 40 de la Bourse de Paris.
Françoise Bettencourt et ses enfants détiennent 34,7% du groupe et leur fortune est estimée en 2023 à plus de 90 milliards de dollars américains.
Son siège est situé à Paris.

## Historique

### Début duXXesiècle

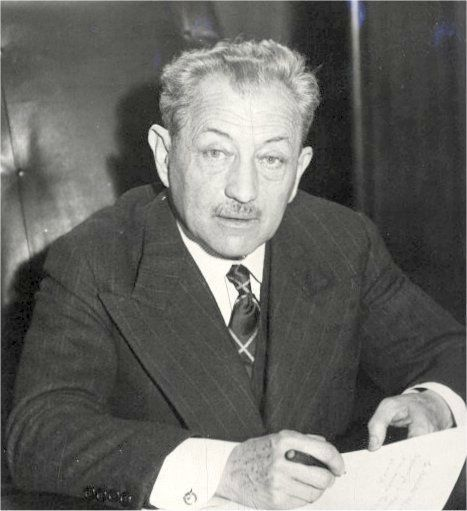
Eugène Schueller

L’origine de L'Oréal remonte au 14 novembre 1907, lorsque Eugène Schueller, jeune chimiste français d'origine alsacienne, diplômé de l'Institut de chimie appliquée de Paris en 1904, dépose à l'Office national de la propriété industrielle une demande de brevet d'invention concernant un procédé de teinture pour cheveux. Ce produit porte le nom de l'Auréale.
À sa sortie de l'Institut de chimie appliquée de Paris, Eugène Schueller devient assistant préparateur à la Sorbonne sous la direction du Pr Victor Auger, conseiller de la Pharmacie centrale de France. La question posée par un coiffeur bouleverse son destin. Ce dernier demande s'il est possible de mettre au point une teinture capillaire totalement fiable et surtout inoffensive pour couvrir les cheveux blancs, contrairement à celles commercialisées à cette époque souvent à base d’eau oxygénée[réf. nécessaire].
Schueller fut le seul à se porter volontaire pour effectuer des recherches. C'est ainsi qu'il mettra au point une formule de teinture permettant de couvrir durablement les cheveux blancs. Elle est à base de fécule de pomme de terre, dont il connait les caractéristiques grâce à ses origines familiales.
Grâce à son poste de chef préparateur à la Pharmacie centrale de France, Schueller gagne 164 Fr par mois, ce qui lui a permis d'économiser rapidement 800 Fr de capital et consécutivement de donner sa démission en janvier 1908. Eugène Schueller crée son entreprise et s'installe dans un deux-pièces au 3, rue d'Alger dans le 1er arrondissement de Paris, dont il fait à la fois son bureau et son salon de démonstration[réf. nécessaire].
La nuit, il fabrique les produits conformément à la méthode qu'il a fait breveter et les vend durant la journée sous la marque « L’Auréale » puis « l'Oréal » qu'il a déposée le 31 décembre 1907, nom inspiré de l'« auréole », une coiffure en vogue de l'époque et possiblement composé comme un mot-valise unissant « aurore » à « boréale ». Selon Étienne de Montely, il faudrait également considérer l’étymologie d’auréal, adjectif qui signifiait doré en ancien français. Mais le succès n'est pas au rendez-vous.
Fasciné par l'enthousiasme d’Eugène Schueller, André Spéry, comptable originaire d'Épernay et employé du fabricant de spiritueux Cusenier, récemment bénéficiaire d'un héritage, apporte les 25 000 Fr de capital nécessaire afin de fonder avec lui le 30 juillet 1909 la Société française de teintures inoffensives pour cheveux, sous le statut d'une société en nom collectif. Ils l'installent au 7 bis, rue du Louvre dans le 1er arrondissement de Paris et embauchent un représentant et un démonstrateur, ancien coiffeur à la Cour impériale de Russie.
Le premier numéro de La Coiffure de Paris (publication destinée aux coiffeurs) sort en octobre-novembre 1909, l'année même de la création de la société.

### Entre-deux-guerres
En 1923, Eugène Schueller lance son magazine professionnel diffusé dans les salons de coiffure, L’Oréal Bulletin. Deux ans plus tard, il lance L'Oréal Humoristique, publication à l'attention de la clientèle pour la faire patienter. Le magazine destiné aux femmes, Votre Beauté, est lancé en 1933. En 1935, Eugène Schueller regroupe l'ensemble de ces publications dans la Société d'éditions modernes parisiennes (SEMP).
1928 marque la diversification de l'entreprise avec l'acquisition de la Société des Savons français. Créée en 1920, rue Martre à Clichy et plus connue sous le nom de sa marque Monsavon, elle symbolise l'entrée de la société dans les produits de grande consommation. Monsavon est revendue en 1961 à Procter & Gamble.
En 1929, Eugène Schueller crée la première teinture rapide, Imedia, dont la mode des cheveux courts favorise le succès. Quatre ans plus tard, il lance dans les salons de coiffure le shampooing Dopal. L'année suivante, le produit est renommé Dop et est distribué au grand public. Il révolutionne le lavage des cheveux, généralement effectué jusque-là avec du savon, ce qui les rendait ternes et rêches.
En 1935, il met au point Ambre Solaire, première crème solaire. L'année suivante, au décès d'André Spéry, l'entreprise devient une SARL.
En 1938, Eugène Schueller met en place dans l'entreprise le « salaire proportionnel », qui suit l’évolution du chiffre d’affaires. Il met également ses moyens personnels à la formation d'un groupe d’extrême-droite, le Comité Secret d’Action Révolutionnaire (CSAR), qui sera connu sous le nom de La Cagoule. Le siège de L'Oréal abritera de nombreuses réunions de cette organisation,,.

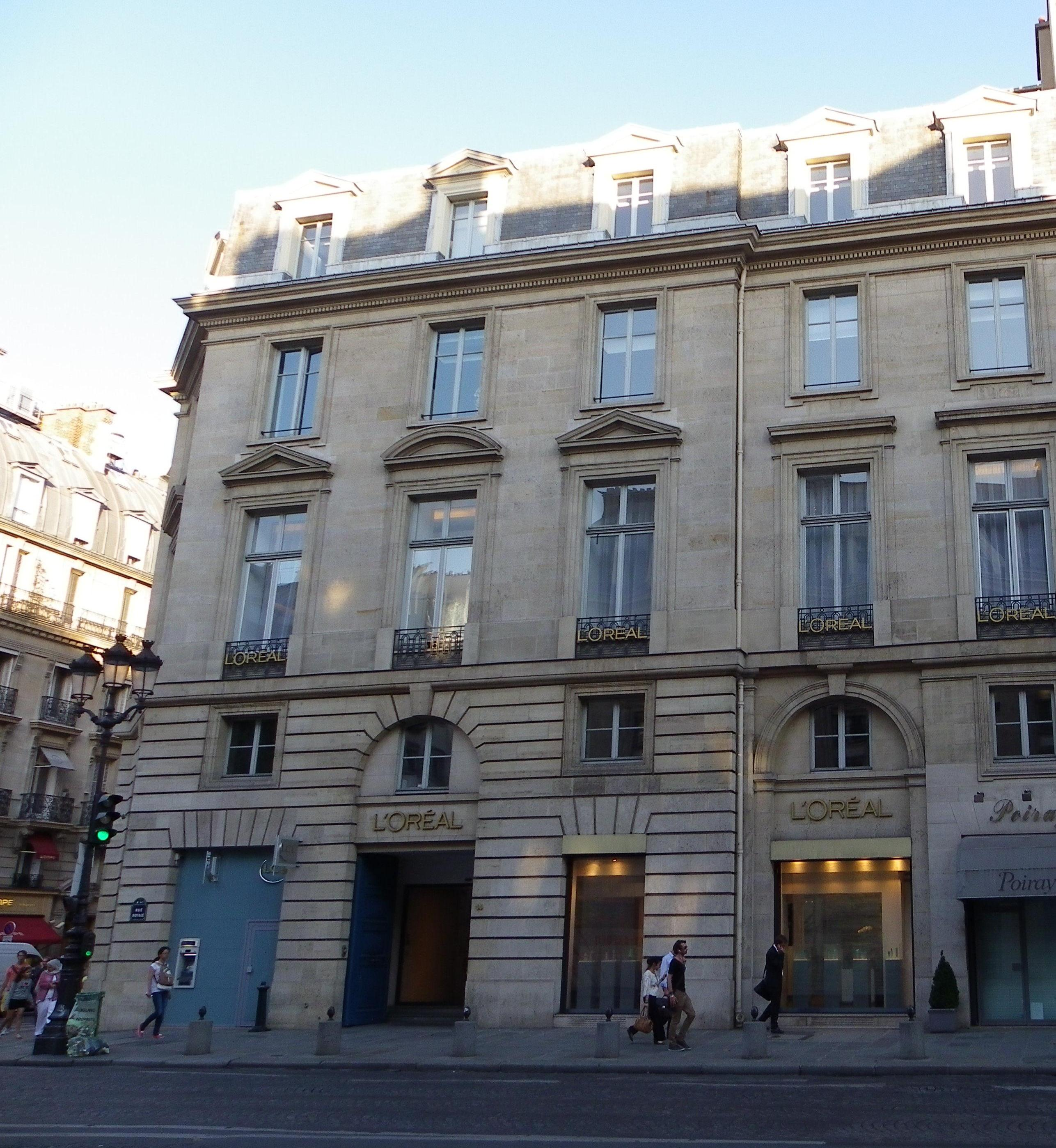
Siège social de L'Oréal au 14 rue Royale à Paris (Classé).

Le 5 avril 1939, la nouvelle société, une SA, est constituée sous le nom de L'Oréal. Issue des apports de la société anonyme foncière Driant et de la Société française de teintures inoffensives pour cheveux, elle s'installe au 14, rue Royale, prestigieuse artère parisienne reliant la place de la Madeleine à la place de la Concorde dans le 8e arrondissement de Paris. Eugène Schueller possède 62 500 des 70 000 actions de 100 Frs composant le capital 7 millions de Frs de la société.
Pendant la Seconde Guerre mondiale, Eugène Schueller confie à André Bettencourt la direction de la revue française collaborationniste, La Terre française.

### Seconde moitié duXXesiècle
Après la guerre, André Bettencourt rejoint la direction du groupe. La filiale de L'Oréal en Espagne est créée par Henri Deloncle, le frère de l'homme politique Eugène Deloncle. Cette filiale emploiera le cagoulard Jean Filiol, pourtant condamné en tant que coresponsable du massacre d'Oradour-sur-Glane, lui permettant ainsi d'échapper à l'exécution de sa peine, de même que de nombreux cagoulards le seront après-guerre dans d'autres filiales étrangères. À la même époque, le jeune François Mitterrand est engagé comme directeur général du magazine promotionnel des produits L'Oréal, Votre Beauté.
Oréol, la première permanente à froid, sort en 1945. Cette année-là, L'Oréal et Monsavon comptaient 25 chercheurs[réf. nécessaire].
La Société des Savons Français et L'Oréal fusionnent en 1950, donnant la Société Monsavon L'Oréal (SMO). L'objectif est d'équilibrer les pertes de Monsavon avec les bénéfices de L'Oréal, malgré le risque d'un déficit d'image auprès des professionnels de la coiffure.

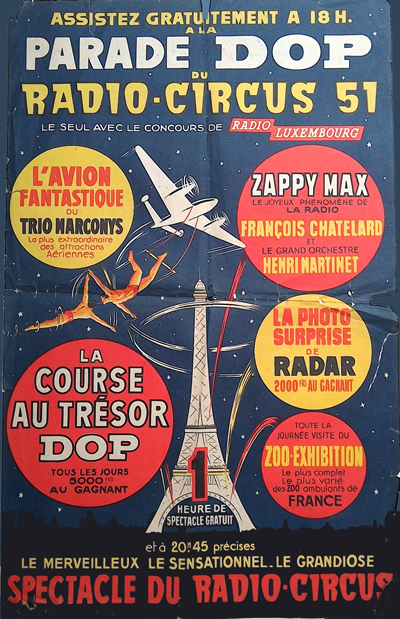
Parade DOP du Radio-Circus (1951).

En 1951, Rodolphe Clauteaux (1948-2013) devient l'image du shampooing Dop sous le nom du « Petit Rodolphe », parfois accompagné de son petit frère Vincent, renommé « Bébé ». Ils sont les enfants de François Clauteaux, diplômé de l'École libre des sciences politiques (l'actuelle Sciences Po) et vieil ami d'André Bettencourt qui a fait appel à lui pour être le chef de la publicité de L'Oréal. Pour la communication de la marque, L'Oréal choisit ainsi de s'adresser d'abord aux enfants. Des opérations marketing sont montées, comme la Journée des enfants, ainsi que des concours de shampooing où il faut faire le maximum de mousse. Par ailleurs, des camions distribuent des produits Dop sur tout le territoire, que sillonne aussi un cirque géant, le Radio-Circus (de 1949 à 1955), animé par Zappy Max avec Radio Luxembourg et le cirque Gruss-Jeannet (Direction Lucien Jeannet, Alexis Gruss senior et André Gruss). En première partie sont présentés des numéros de cirque extraordinaires et en deuxième partie sont présentées les plus célèbres émissions de Radio Luxembourg : le Crochet Radiophonique, un concours de chanteurs amateurs, dont le vainqueur est désigné par le public qui crie « Dop, Dop, Dop ! », les perdants ayant droit à une chansonnette « Allez donc vous faire laver la tête avec Dop, c'est toujours un plaisir, Dop, Dop, Dop ! » ; et aussi le Quitte ou Double qui fut l'émission la plus populaire de l'époque !
La marque est dès lors associée par le public à l'hygiène avec une dimension ludique. Entre 10 et 20 000 personnes en moyenne assistent à ces manifestations publiques, parfois jusqu'à 50 000 .
En 1952 est aussi créé le Berlingot DOP, des doses uniques de shampooing, colorées et parfumées, vendues dans des bocaux en verre. Le Petit Rodolphe en fait la promotion à l'écran en chantant : « Moi, je veux un berlingot ! ». C'est un succès, autant auprès des enfants que des parents, et le produit reste en vente durant 25 ans.
La même année, la coloration directe Régé Color est lancée[réf. nécessaire].
En 1953, Eugène Schueller et Robert Guérin reçoivent conjointement l'« Oscar de la publicité ». La récompense leur est remise le 14 janvier 1954 par Maximilien Vox, président de l'Association française de l'Oscar de la Publicité, au cours d'une cérémonie qui se déroule dans le restaurant parisien Maxim's[réf. nécessaire].
Cosmair devient l'agent exclusif de L'Oréal aux États-Unis en 1954. Jacques Corrèze en prend la direction.
La même année, L'Oréal participe à la création de la société Stafco (Statistiques françaises de consommation), à l'origine du premier panel de consommateurs. La société deviendra Secodip en 1969 et L'Oréal en restera le principal actionnaire. La participation sera cédée en 1995 à Sofres.
En 1955, le groupe acquiert les Laboratoires Industriels de Vichy. L'année précédente, L'Oréal avait conclu des accords techniques avec la Société d’Hygiène Dermatologique de Vichy (qui sera renommée), spécialisée dans les crèmes et produits cosmétiques dans le secteur de la santé. Cette acquisition lui permet d'accéder à un nouveau circuit de distribution, le réseau des pharmaciens.
Au décès d’Eugène Schueller en 1957, François Dalle devient PDG du groupe. Le fondateur avait confié vers la fin de sa vie : « Je suis un homme de petites et moyennes entreprises, mais Dalle, c'est l'homme des grandes perspectives, c'est lui qui fera L'Oréal ». Liliane Bettencourt est alors l'unique héritière.
Deux ans plus tard, le groupe s'implante au Brésil où il crée Faproco (FAbrica PROdutos COsméticos S.A.). En juillet 1960, Elnett est lancée auprès des coiffeurs, parfumeurs, grands magasins et droguistes sélectionnés (pas en grande distribution). Elle a remplacé Oréol Net, lancée 3 ans auparavant, mais pas satisfaisante dans la formulation ni le conditionnement.
En 1960, le premier shampooing-huile DOP est créé, et en 1970, le shampooing aux œufs.
En 1961, le jour même de l'acquisition de Cadoricin, L'Oréal vend Monsavon à Procter & Gamble. Il conserve toutefois l'usine de Clichy qui deviendra le siège administratif du groupe.
Les parfums Jacques Fath sont acquis en 1963 (ils seront cédés en 1992). Le 8 octobre 1963, L'Oréal est introduit en bourse. Cotée pour la première fois à 830 Frs, l'action atteint 1 160 Frs le 31 décembre de la même année.
En 1965, le groupe acquiert Garnier, leader avec sa Moelle Garnier, et Lancôme, ce qui permet à L'Oréal d'aborder les métiers du luxe.
La même année, le groupe fait l'acquisition de 50 % du capital de la maison de couture Courrèges, participation qu'il cédera en 1983 au groupe japonais Itokin. La licence de parfums, lancée en 1970, est cédée au groupe suisse Burrus en 1992.
Le premier parfum de la licence Guy Laroche, Fidji, est lancé en 1966.
La marque Kérastase est lancée en 1967 à partir de la Recherche Avancée L'Oréal, développée 3 ans plus tôt.
En 1970, L'Oréal réalise 1,6 milliard de Frs de chiffre d’affaires. Cette année-là, le groupe acquiert Biotherm et développe les parfums Ted Lapidus (la licence durera jusqu'en 1983).
Le groupe acquiert Gemey et la majorité du capital de Synthélabo en 1973.
Par peur d'une potentielle nationalisation ou d'un rachat par Elf (qui vient d'acquérir Sanofi), L'Oréal et Liliane Bettencourt sont à la recherche d'un partenaire étranger. Le 22 mars 1974 est signé l'accord de participation croisée avec le groupe Nestlé à l'issue duquel l'héritière et le groupe suisse deviennent actionnaires, respectivement à 51 % et 49 %, d'une holding, Gesparal, qui détient 53,85 % du capital et 76,66 % des droits de vote de L'Oréal. En échange, Liliane Bettencourt reçoit 115 910 actions de Nestlé (environ 4,06 % du capital).
En 1975, Jean Bousquet, créateur de la marque de prêt-à-porter Cacharel, confie à L'Oréal le projet d'un parfum. Anaïs Anaïs est lancé 3 ans plus tard.

Centre Eugène Schueller, le siège international de L'Oréal à Clichy (Hauts-de-Seine).

En 1976, le groupe fait édifier à l'emplacement de l'ancienne usine Monsavon (rue Martre à Clichy) un ensemble de bureaux et les laboratoires d'un centre de recherche. Le but est de regrouper les diverses directions techniques et commerciales dispersées dans Paris.
En 1980, le groupe réalise 10 milliards de francs de chiffre d’affaires.
En janvier 1984, L'Oréal acquiert Warner Cosmetics, filiale de Warner Communications, qui regroupe les licences Ralph Lauren, Gloria Vanderbilt et Paloma Picasso.
Initié avec le lancement en 1981 du Centre International de recherche dermatologique (CIRD) à Sophia Antipolis, L'Oréal et Nestlé créent la co-entreprise Galderma en 1986.
C'est en 1986 que L'Oréal devient no 1 mondial du secteur des cosmétiques avec un chiffre d’affaires de 2,6 milliards de $ (devant Avon à 1,7 Md$, Shiseido à 1,6 Md$ et Revlon à 1,1 Md$).
En 1987, le Club des Créateurs de beauté est créé en partenariat avec le groupe 3 Suisses International. L'activité, reprise en totalité en 2008, est arrêtée en 2014.
En 1988, le groupe acquiert les Laboratoires Goupil, la licence Giorgio Armani et la marque Helena Rubinstein (dès 1983 pour les activités en Amérique Latine et au Japon). La même année, Lindsay Owen-Jones devient PDG.
Les laboratoires La Roche-Posay sont acquis en 1989, la marque Mizani (destinée aux cheveux bouclés, frisés, crépus) est lancée en 1991 et Redken rejoint le groupe en 1993.
En 1992, Dop met au point un shampooing avec un pH doux puis lance en 1993, P'tit Dop, destiné aux enfants, et dont l'attrait réside dans le fait qu'il ne pique pas les yeux. En 1998 voient le jour les premières douches-crèmes et en 2002, le Dop au karité, pour les cheveux très secs ou frisés. En 2014, renouant avec sa communication des années 1950, la marque lançant des produits aux arômes évoquant l'enfance (guimauve, bonbon, cola, pomme d'amour, etc.).
En 1994, le pacte d'actionnaires avec Nestlé renouvelé, L'Oréal prend le contrôle de Cosmair puis acquiert la maison Lanvin (couture et parfums). L'année suivante, la marque de maquillage Jade est rachetée.
Le 10 décembre 1995, le groupe lance la première OPA de son histoire pour acquérir l'américaine Maybelline. La marque rejoint L'Oréal en février 1996 et poursuit son développement international en étant adossée progressivement aux marques déjà détenues par le groupe : en 1998 à Gemey en France et en 2000 à Jade en Allemagne et en Autriche.

### XXIesiècle
Les acquisitions se succèdent : Soft Sheen Products en 1998, Matrix, Carson, Kiehl's, Miss Ylang (qui est adossée à Maybelline en Argentine) et Respons en 2000, BioMedic et Colorama (qui est adossée à Maybelline au Brésil) en 2001, Mininurse en 2003, Yue-Sai et Shu Uemura en 2004, SkinCeuticals et Delial en 2005, The Body Shop, Sanoflore et SkinEthic en 2006, PureOlogy en 2007, Skinbetter Science en 2022[réf. nécessaire].
En 2000, Carson et Soft Sheen Products fusionnent pour créer une nouvelle marque spécialisée dans les produits ethniques : SoftSheen-Carson[réf. nécessaire].
En 2002, L'Oréal signe un accord de licence avec Viktor & Rolf pour des parfums et lance avec Nestlé les laboratoires de nutricosmétique Innéov (l'activité, trop peu rentable, est arrêté en 2014)[réf. nécessaire].
En 2004, la holding Gesparal fusionne avec L'Oréal, ainsi Liliane Bettencourt et Nestlé deviennent actionnaires directs du groupe, respectivement à 27,5 % et 26,4 % du capital[réf. nécessaire].
En 2006, le groupe signe un accord de licence avec Diesel pour des parfums.
Depuis 2006, L'Oréal constitue, sous l'entité Salon Centric, un réseau de distributeurs américains de produits professionnels : Beauty Alliance (acquis à 30 % en 2006, en totalité en 2007), Maly's West (2007), Columbia Beauty Supply (2008), Idaho Barber & Beauty Supply (2009), Peel’s Salon Services (2010), CB Sullivan (2010), Marshall Salon Services (2010), Emiliani Enterprises (2012), Raylon Corporation (2016), Four Star Salon Services (2017).
En 2008, L'Oréal signe un accord de licence pour des parfums avec Maison Martin Margiela et rachète au groupe PPR sa division Yves Saint Laurent Beauté, incluant la marque Roger & Gallet et les licences Yves Saint Laurent, Boucheron, Oscar de la Renta, Stella McCartney et Ermenegildo Zegna. En 2009, la licence Oscar de la Renta est reprise par la maison de couture. En 2011, la licence Boucheron est reprise par Interparfums et la licence Ermenegildo Zegna est arrêtée par anticipation. En 2013, la licence Stella McCartney n'est pas renouvelée.
Directeur général depuis avril 2006, Jean-Paul Agon devient PDG du groupe en 2011.
En 2012, L'Oréal rachète Vogue Cosmeticos (qui est adossé à Maybelline en Colombie) et le groupe Cadum. Les marques Cadum, Cleopatra et Donge sont intégrées à LaSCAD alors que celles de l’activité entretien de la maison (Croc’Odor, Iba, Zensect et Dr Optic) sont cédées en juillet 2012 à la société Eau écarlate.
En 2013, L'Oréal acquiert pour 635 millions d'Euros le spécialiste chinois des masques de beauté Magic Holdings.
Le 11 février 2014, L'Oréal annonce une réorganisation de son actionnariat. En l'échange de sa participation dans Galderma, le groupe acquiert 8 % de son capital détenu par Nestlé. Après annulation des titres, Liliane Bettencourt et Nestlé détiennent respectivement 33,31 % et 23,29 % du capital de L'Oréal.
La même année, le groupe acquiert Decléor, Carita, Carol’s Daughter, Coloright (recherche capillaire), l'américain NYX Cosmetics et Niely Cosmeticos. Il signe également un accord de licence avec l'équipementier allemand Puma. L'Oréal recrute Lubomira Rochet pour prendre la tête de la branche digitale de l'entreprise.
En 2015, L'Oréal rachète Adidem (franchisé de The Body Shop en Australie depuis 1983) et signe un accord de licence pour des parfums avec Proenza Schouler.
En 2016, le groupe acquiert la maison de parfum Atelier Cologne et la marque américaine de cosmétiques IT Cosmetics spécialisée pour les personnes ayant des problèmes dermatologiques. Il rachète également la société de gestion Les Thermes de Saint-Gervais-les-Bains et la licence de marque Saint-Gervais Mont-Blanc.
Début 2017, L'Oréal acquiert les marques de soin pour la peau CeraVe, AcneFree et Ambi à Valeant pour 1,3 milliard de dollars. Après des discussions exclusives, le groupe annonce fin juin la vente de The Body Shop à Natura Cosmeticos, une entreprise brésilienne, pour 1 milliard d'euros.
En mars 2018, le groupe acquiert l'entreprise canadienne ModiFace, leader mondial de la réalité augmentée et de l'intelligence artificielle appliquées à la beauté, et annonce le renouvellement de son accord de licence avec l'entreprise italienne Giorgio Armani jusqu’en 2050. En mai 2018, L'Oréal annonce l'acquisition de l'entreprise coréenne de maquillage et lifestyle Nanda et de la marque américaine de coloration professionnelle Pulp Riot. Le groupe annonce également avoir remporté le contrat de licence mondiale pour les parfums et cosmétiques de la marque Valentino. En août 2018, L'Oréal annonce le projet de rachat des thermes de La Roche-Posay et l'acquisition de l'entreprise allemande Logocos Naturkosmetik spécialisée dans les produits de beauté végan et bio. En septembre 2018, le groupe lance, par l'intermédiaire de sa filiale LaSCAD, la marque La Provençale bio,.
Le premier trimestre 2019 est marqué par un chiffre d'affaires en hausse de 11 %, tiré par le secteur du luxe et les ventes en Asie.
En juillet 2019, le groupe annonce un projet d'acquisition de deux marques pour sa division luxe : Mugler et Azzaro (groupe Clarins).
En février 2020, L'Oréal annonce la vente de Roger & Gallet au fonds d'investissement Impala.
Le 31 mars 2020, la marque Mugler et les parfums Azzaro rejoignent la division luxe du groupe[source insuffisante].
En juin 2020, le groupe annonce la signature d'un accord pour l'acquisition de la marque américaine de soin de la peau Thayers Natural Remedies qui rejoindra sa division des produits grand public.
Fin juin 2020, L'Oréal compte renommer certains mots de ses produits comme « blanchissant » des suites d'un mouvement antiraciste après la mort de George Floyd.
Cette décision pousse certains internautes à appeler au boycott des marques du groupe avec les hashtags « JarreteLoreal » et « BoycottLoreal ». Un dirigeant de l'entreprise reconnaît une erreur pédagogique, et tente de relativiser son enjeu.
Le 11 décembre 2020, la direction de L'Oréal annonce la cession de Cosmeurop au groupe Superga, moins d'un an après avoir acquis la marque basée à Strasbourg,.
En février 2021, l'acquisition de Takami Co est finalisée[source insuffisante].
En décembre 2021, L'Oréal annonce vouloir continuer à racheter 22,6 millions de ses propres actions détenues par le groupe Nestlé. Le montant de l'opération s'élèvera à environ 8,9 milliards d'euros.
Au premier semestre 2022, L'Oreal dégage un bénéfice net de 3,2 milliards d'euros, en hausse de 36,4 % par rapport à l'année précédente sur la même période.
En mai 2022, L'Oréal annonce l'acquisition de Byredo pour un montant estimé à environ 1 milliard d'euros.

En septembre 2022, l'entreprise acquiert la marque américaine Skinbetter Science, fondée en 2016.
Au dernier trimestre 2022, L'Oréal et Lidl collaborent dans le cadre d'un rayon de beauté spécifique à la chaine allemande : baptisé Beauty Box.
Début avril 2023, L'Oréal annonce le rachat d'Aesop, une marque australienne de cosmétiques valorisée à 2,525 milliards de dollars,.
En juin 2023, L’Oréal investit dans la start-up biotech américaine Debut afin d’améliorer le processus de création des ingrédients de cosmétique.
L'Oréal a marqué les esprits au Consumer Electronics Show 2024 à las Vegas avec Beauty Genuis, son application de conseils beauté personnalisés basée sur l'IA générative. Parallèlement, le géant des cosmétiques utilise également la technologie pour renforcer son activité principale : la recherche de nouvelles molécules et formulations.
En décembre 2024, L'Oréal annonce le rachat auprès du groupe suisse Migros de Dr.G, une des principales marques coréennes de dermo-cosmétique. Ce rachat marque une volonté de l'Oréal de se positionner sur le marché de la K-Beauty.
En février 2025, L'Oréal annonce avoir pris une participation minoritaire dans la maison de couture Jacquemus. En juin 2025, L'Oréal annonce l'acquisition de Medik8, une entreprise britannique de produit de soin.

## Activités

### Activités actuelles

#### Secteur des cosmétiques

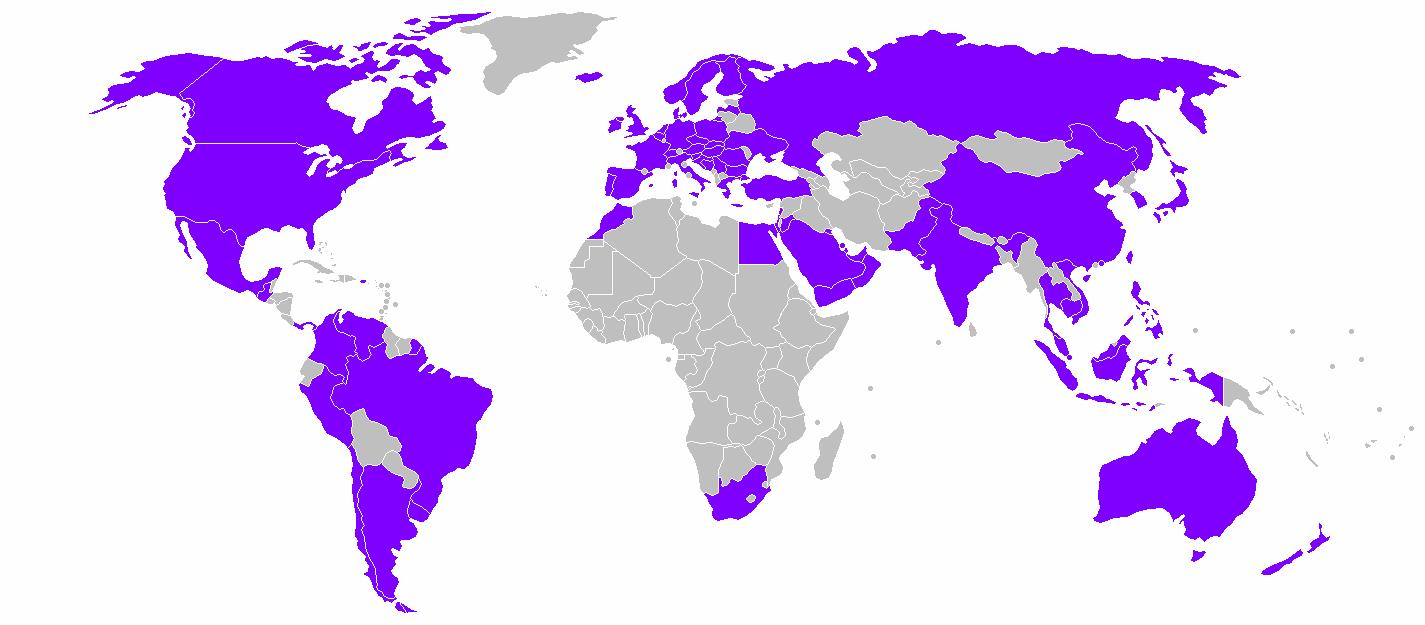
Présence au niveau mondial du groupe L'Oréal.

L'Oréal centre de distribution du Canada, Saint-Laurent, Montréal (2021)

Les marques de L'Oréal sont organisées par circuit de distribution selon 4 divisions : les produits professionnels, les produits grand public, L'Oréal Luxe et la beauté dermatologique. Elles sont présentes dans 150 pays dans le monde.

##### Produits professionnels
Cette division, représentant l’activité originelle du groupe, propose des marques au service des professionnels de la coiffure :
- Alexandre de Paris, dont le groupe diffuse les produits.
- Baxter of California, fondée en 1965 par Baxter Finley, et acquise en 2013.
- Cheryl’s Cosmeceuticals, fondée en 1986 par Oscar et Cheryl Pereira, et acquise en 2013[95].
- Decléor, fondée en 1974 et acquise en 2014[96].
- Essie Professional, déclinaison professionnelle de l'activité grand public.
- Kérastase, créée par L’Oréal en 1964 (sous la signature Keralogie dans les pays germanophones de son lancement en 1965 jusqu'au début des années 2000).
- Kéraskin Esthetics, créée par L'Oréal en 2007 est spécialisée dans les soins professionnels de la peau.
- L'Oréal Professionnel, marque de premier plan, qui inclut ARTec (acquise en 2002) et Inné (marque créée par L'Oréal en 1995 et d'abord développée en propre).
- L’Oréal Technique (L’Oréal Classic Salon Products jusqu'en 2004).
- Matrix Essentials, fondée par Arnie Miller en 1980, est acquise en 2000.
- Mizani, fondée en 1991 et acquise en 2001.
- Pulp Riot, fondée en 2016 par David Thurston et Alexis Thurston, et acquise en 2018[65].
- PureOlogy Research (en), fondée en 2001 et acquise en 2007.
- Redken 5th Avenue NYC, fondée par Paula Kent et Jheri Redding en 1960, et acquise en 1993.
- Salon Centric, réseau de distributeurs américains de produits professionnels acquis successivement depuis 2006 :
  - Beauty Alliance (fondé en 1999, acquis à 30 % en 2006 puis en totalité en 2007) ;
  - CB Sullivan (acquis en 2010[97])
  - Columbia Beauty Supply (acquis en 2008) ;
  - Emiliani Enterprises (acquis en 2012[98])
  - Four Stars Salon Services (fondé en 1989 par Jeffrey Cohen, et acquis en 2017[42])
  - Idaho Barber & Beauty Supply (acquis en 2009) ;
  - Maly's West (acquis en 2007) ;
  - Marshall Salon Services (acquis en 2010[99])
  - Peel’s Salon Services (acquis en 2010[100])
  - Raylon Corporation (acquis en 2016[41])
- Shu Uemura Art of Hair, marque ultra luxe de la division.
- SoftSheen-Carson Professional, déclinaison professionnelle de l'activité grand public.

##### Produits grand public
Cette division, regroupant les marques les plus connues du groupe, est celle des produits de haute technicité distribués en grande distribution :
- Carol's Daughter, marque américaine créée par Lisa Price en 1993, et acquise en 2014[101].
- Dark and Lovely,
- EM Michelle Phan, ligne de maquillage fondée en partenariat avec Michelle Phan en 2013.
- Essie, fondée en 1981 et acquise en 2010[102].
- Garnier, fondée en 1904 et acquise en 1965. Inclut les marques Ambre Solaire (créée par L'Oréal en 1936), Delial (marque de produits solaires créée en 1935 et acquise en 2005), Fructis, Ultra Doux, Skin Naturals, Grafic, Neutralia, Obao, Start, Mininurse (marque créée en 1992 et acquise fin 2003).
- LaSCAD distribue les marques Bien-être, Cadum, Cleopatra, Daniel Hechter, Donge, Dop (avec Cadonett, P'tit Dop et Vivelle), Eau Jeune, Fluoryl, Franck Provost, Gloria Vanderbilt, H pour Homme, Jacques Dessange, Jean Louis David, La Provençale bio, Mennen, Narta (marque lancée en 1969)[103], Printil, Slava Zaïtsev, Ushuaïa et Vittel.
  - Dirigé par Emmanuel Danan depuis avril 2014, LaSCAD, dont les comptes ne sont pas publiés, est le numéro 1 français de l'hygiène-beauté en GMS (16,1 % des volumes du rayon)[104],[105].
- L’Oréal Paris, marque premium, avec Elsève (Elvive, Elvital), Elnett, Studio Line, Perfection, Plénitude, Body Expertise, Dermo-Expertise, Solar Expertise, Kids, Progress Homme, Men Expert, Ombrelle (marque canadienne créée en 1990 et acquise en 1997).
- LOGONA, SANTE, Heliotrop, FiTNE et Ihre Klassiker, marques de l'entreprise allemande Logocos Naturkosmetik spécialisée dans les produits de beauté végan et bio fondée par un naturopathe à Hanovre en 1978 et acquise en 2018[68].
- Magic Holdings (Magic Mask), fabricant chinois de soins du visage, créé en 2003, acquis en 2014 pour 635 millions d'euros[106].
- Maybelline, fondée en 1915 et acquise en 1996. Pour mieux se diffuser hors des États-Unis et du Japon, la marque est diffusée avec des acteurs locaux :
  - En France, c'est avec Gemey Paris (fondée en 1923 et acquise en 1973) ;
  - En Allemagne et en Autriche notamment, c'est avec Jade Cosmetic (fondée en 1964 et acquise en 1995) ;
  - En Argentine, c'est avec Miss Ylang (fondée en 1939 et acquise en 2000) ;
  - Au Brésil, c'est avec Colorama (fondée en 1976 et acquise en 2001) ;
  - En Colombie, c'est avec Vogue Cosmeticos (fondée en 1955 et acquise en 2012[107]).
- Mixa, créée en 1924
- Niely Cosméticos, marque brésilienne de coloration fondée par Daniel Fonseca de Jesus en 1981 et acquise en 2015[53] ;
- NYX Cosmetics, marque américaine de maquillage fondée en 1999 et acquise en 2014[52].
- Parfumeurs Créateurs (anciennement Sélective Beauté International) avec les parfums Harley Davidson, Kookaï et Puma[54].
- SoftSheen-Carson, issue de la fusion de Carson (créée en 1901 et acquise en 2000) et Soft Sheen Products (créée 1964 et acquise en 1998).
- Stylenanda, marque coréenne de maquillage fondée par Kim So-Hee à Séoul en 2004 et acquise en 2018[64] ;
- Thayers Natural Remedies, marque américaine créée en 1847 par le médecin Henry Thayer et acquise en 2020[108].

##### L'Oréal Luxe
Cette division, regroupant les marques les plus prestigieuses du groupe, propose des parfums, soins et articles de maquillage en distribution sélective :
- Atelier Cologne, marque de parfumerie fondée en 2009 par Sylvie Ganter et Christophe Cervasel, et acquise en 2016[56].
- Azzaro[109]
- Biotherm, fondée en 1950 et acquise en 1970.
- Cacharel, maison de prêt-à-porter fondée à Nîmes par Jean Bousquet en 1962 et dont l'activité parfums et cosmétiques est créée par L'Oréal en 1975 (le premier parfum sort trois ans plus tard).
- Carita, fondée en 1946 et acquise en 2014[96].
- Clarisonic (des laboratoires Pacific Bioscience), leader du marché des appareils et technologies soniques appliqués aux soins de la peau fondée en 2000 et acquise en 2011[110].
- Diesel, fondée en 1978 par Renzo Rosso et dont l'activité parfums et cosmétiques est créée par L’Oréal en 2006 (de précédents parfums avaient été développés par Diesel dès 1995 mais principalement pour la grande distribution).
- Giorgio Armani, fondée en 1975 et dont l'activité parfums et cosmétiques (créée en 1982) est acquise en 1988 (elle était jusqu'alors distribuée par Helena Rubinstein).
- Guy Laroche, maison de couture fondée en 1957 et dont l'activité parfums et cosmétiques est créée en 1965 à l'initiative de L’Oréal.
- Helena Rubinstein, fondée en 1902 et acquise en 1988 (dès 1984 pour les marchés Amérique latine et Japon).
- IT Cosmetics, marque de soins, maquillage et accessoires fondée en 2008 par Jamie Kern Lima et Paulo Lima, et acquise aux fondatrices et à TSG Consumer Partners en 2016[57].
- Kiehl's, fondée par John Kiehl en 1851]et acquise en 2000.
- Lancôme, fondée par Armand Petitjean en 1935 et acquise en 1965.
- Maison Martin Margiela, maison de couture fondée en 1988 et dont l'activité parfums et cosmétiques est créée par L'Oréal en 2008.
- Mugler[111]
- Nickel, marque de soins pour hommes créée en 1996 et acquise à Interparfums en 2013 (lettre d'intention signée mi-août comprenant également l'acquisition de 2 spas (un en France et un aux États-Unis), la signature du contrat devant se faire avant la fin de l'année)[112].
- Paloma Picasso, dont l'activité parfums et cosmétiques (créée en 1984) est acquise en 1984 (dans le cadre de la reprise de Warner Cosmetics).
- Prada[113] fondée en 1913 par Mario Prada et son frère Martino Prada sous le nom de Fratelli Prada à Milan.
- Proenza Schouler, marque de prêt-à-porter fondée en 2002 par Lazaro Hernandez et Jack McCollough et dont la licence de parfums est créée par L'Oréal en 2015[114].
- Ralph Lauren, fondée en 1967 et dont l'activité parfums et cosmétiques (créée en 1978) est acquise en 1984 (dans le cadre de la reprise de Warner Cosmetics).
- Shu Uemura, dont les premières activités datent des années 1955-1960 et qui a fait l'objet d'une prise de participation minoritaire en 2000 puis majoritaire en 2003.
- Takami, traitement de la peau[115]
- Urban Decay, marque de maquillage créée en 1996 et acquise en 2012[116].
- Valentino, maison de couture italienne fondée à Rome en 1960 par Valentino Garavani et Giancarlo Giammetti, et dont l'activité parfums et cosmétiques sera reprise au 1er janvier 2019[66].
- Viktor & Rolf, entreprise de mode fondée en 1992 par Viktor Horsting et Rolf Snoeren, et dont l'activité parfums et cosmétiques est créée par L'Oréal en 2002.
- Yue-Sai, dont l'activité parfums et cosmétiques (créée en 1992) est acquise en 2004.
- Yves Saint Laurent, maison de couture fondée en 1962 et dont l'activité parfums et cosmétiques (créée en 1964) est acquise en 2008 (dans le cadre du rachat de YSL Beauté au groupe PPR)[44].

Seules les licences pour les parfums et cosmétiques sont la propriété de L'Oréal pour les marques Cacharel, Diesel, Giorgio Armani, Guy Laroche, Maison Martin Margiela, Paloma Picasso, Ralph Lauren, Proenza Schouler, Valentino, Viktor & Rolf et Yves Saint Laurent.

##### Beauté Dermatologique
Cette division, regroupant des marques de soins dermocosmétiques sur conseils et prescriptions, propose des produits de haute technicité :
- AcneFree, Ambi et CeraVe, marques américaines de soin pour la peau créées en 2005 et acquises en 2017 auprès du groupe pharmaceutique canadien Valeant[59]
- La Roche-Posay, fondée par le professeur René Levayer en 1975 et acquise en 1989.
  - Elle inclut notamment les activités PHAS et BioMedic.
  - En 2003, L'Oréal a acquis auprès de la famille Lesrel la source et les terrains de La Roche-Posay, son fournisseur habituel d’eau minérale pour les produits[117].
  - En 2018, L'Oréal annonce le projet de rachat des thermes[67].
- Saint-Gervais Mont Blanc, licence acquise en 2016 auprès de la commune de Saint-Gervais-les-Bains[58].
  - Le groupe a également acquis en même temps la société gestionnaire Les Thermes de Saint-Gervais.
- Sanoflore, fondée en 1986 et acquise en 2006.
- Skinbetter, fondée en 2016 et acquise en 2022
- SkinCeuticals, fondée en 1994 et acquise en 2005.
- Vichy, fondée en 1931 par le docteur Haller et Georges Guérin à la suite de sa visite la même année des thermes de la ville de Vichy (le docteur Haller étant à cette époque directeur des centres thermaux de Vichy et Georges Guérin à la tête d'une unité de production mécanisée concentrée sur la parfumerie) et acquise en 1955.
  - Parmi les gammes de Vichy, il y a les marques Dermablend, Dercos, Basic Homme, Capital Soleil…

#### Digital Services Factory
Le Digital Services Factory est un pôle destiné à la conception et au développement de nouveaux services numériques pour les marques du groupe.
- ModiFace, société canadienne spécialisée dans la réalité augmentée et l'intelligence artificielle appliquées à la beauté fondée en 2007 par Parham Aarabi et acquise par L’Oréal en 2018[62]

#### Incubateurs
En 2013, L'Oréal installe à San Francisco son incubateur voué à la beauté : Tech Incubateur Technology (également appelé Connected Beauty Incubator (CBI) ou California Research Center (CRC)).
Depuis plusieurs années, le groupe investit également dans des fonds de capital risque et des incubateurs de start-up :
- Founders Factory[121] en mai 2016 ;
- Partech Africa[122] en septembre 2018.

En décembre 2018, L’Oréal lance son propre fonds de capital-investissement BOLD (pour « Business Opportunities for L’Oréal Development ») pour prendre des participations minoritaires dans des start-up du secteur de la beauté.
- Partech International Ventures[124] en décembre 2016 ;
- RAISE Investissement ;
- Station F[125] à Paris en octobre 2017 ;

#### Travel Retail
En 2013, L’Oréal crée une direction « Travel Retail » qui regroupe des marques de toutes les divisions, présentes dans les lieux de voyages comme les aéroports, les bateaux de croisières et des lieux dédiés en Asie.

#### Autres activités
Ces activités ne concernent pas le domaine de la beauté et des cosmétiques.
- Areca, studio de design créé en 1966
- Chimex, société de développement et production de substances chimiques et biotechnologiques créée en 1938
- Episkin, société d'ingénierie cutanée acquise par L’Oréal en 1997
- Finval *L & J Re
- L’Oréal USA Federal Credit Union
- Sanofi, groupe issu notamment de la fusion de Synthélabo (société créée par L’Oréal en 1970) avec Sanofi puis avec Aventis (actionnaire à 9,48% fin 2018)
- Skinethic, société d'ingénierie cutanée acquise par L’Oréal en 2006
- Sparlys (plus de 5 millions d'euros de capital, aucun employé recensé, société par actions simplifiée à associé unique, déclarant 0 € de chiffre d'affaires en 2018)

### Anciennes activités

#### Cosmétiques
- Parfums Boucheron, licence acquise en 2008 (dans le cadre du rachat de YSL Beauté à PPR) et cédée en 2011 à Inter Parfums[45].
- Chiminter Hymo / Laboratoires d'Anglas (division hygiène beauté).
- Courrèges :
  - maison de couture : acquise à 50 % en 1965 et cédée en 1983 ;
  - licence de parfums : lancée en 1970 et cédée en 1992.
- Créateurs de beauté (ou Beauté Créateurs et anciennement Le Club des Créateurs de beauté), société spécialisée dans le commerce en ligne et la vente à distance des produits cosmétiques exclusifs de différents créateurs (agnès b., Cosmence, Professeur Christine Poelman, Jean-Marc Maniatis, Le Clos des Oliviers, Fifi Chachnil, Christophe Felder, Ida Delam Institut) créée en 1987 à parité avec le groupe 3 Suisses International, acquise en totalité en 2008 et arrêtée en 2014[127].
- Parfums Ermenegildo Zegna, licence acquise en 2008 (dans le cadre du rachat de YSL Beauté à PPR) puis arrêtée par anticipation en 2011[46].
- Galderma, créée avec Nestlé en 1981 et cédée en 2014 à Nestlé en échange de 8 % de son propre capital[128].
- Innéov, marque de nutricosmétique fondée à parité avec Nestlé en 2002 et arrêtée en 2015[129].
- Parfums Jacques Fath, licence acquise en 1963[130] et cédée en 1992[131].
- Laboratoires Cernep (nutrition clinique).
- Parfums Laura Ashley, licence acquise en 1996 et arrêtée en 2002.
- Maison de couture et licence de parfums Lanvin, cédées en 2001.
- Méthode Jeanne Piaubert, marque acquise en 1973 et cédée en 1993[132].
- Monsavon, première marque de produits grand public du groupe, créée en 1920, acquise en 1928 et cédée en 1961.
- Parfums Naf Naf, licence acquise en 1991 et cédée en 2004.
- Parfums Oscar de la Renta, licence acquise en 2008 (dans le cadre du rachat de YSL Beauté à PPR) et reprise fin 2009 par la maison de couture du même nom.
- Phytosolba / Caster, sociétés cédées au groupe Alès.
- Roger & Gallet, fondée en 1862 et acquise en 2008 (dans le cadre du rachat d'YSL Beauté à PPR)[44], revendue en février 2020.
- Parfums Stella McCartney, maison fondée en 2001 et dont la licence cosmétique (créée en 2003) est acquise en 2008 (dans le cadre du rachat de YSL Beauté à PPR) mais non renouvelée à l'échéance le 12 septembre 2013[47].
- Parfums Ted Lapidus, licence développée en 1970 et cédée en 1983[132].
- The Body Shop, société acquise en mars 1976 et cédée en 2017.

#### Autres activités
- Artcurial (maison de vente aux enchères)
- Canal+ (1,9 % cédés en 1993) / Paravision / Cité-Films / Roissy Films
- Consortium général de publicité (capital de 9 600 € environ, société clôturée en 1996)
- Lehoux & Jacque (radiée en 2019)
- Groupe Marie Claire (49 % du capital de 1993 à 2001)
- Regefi (société clôturée en 2019)
- SCI Socinay (société fermée en 2006 après 3 ans d'activité)
- Société de développement artistique (arrêt d'activité en 2015)
- Sofy (société clôturée en 2019)

## Publicité
Le groupe dépense environ 30 % de son chiffre d’affaires en publicité. Il apparait régulièrement dans le haut du classement des plus gros budgets en publicité publié par les professionnels du secteur.
Le groupe n'a, jusqu'alors, pas de slogan clairement identifié. Toutefois, des accroches accompagnent parfois sa communication institutionnelle : « La beauté est une aventure scientifique », « L'Oréal, deux passions : la beauté et la recherche », « No 1 mondial de la beauté », « Leader mondial de la beauté », ou plus récemment « La beauté est une valeur d'avenir »[source secondaire nécessaire].
Le slogan « Parce que je le vaux bien » est attaché à l'image de la marque L'Oréal Paris depuis les années 1970 et couvre la totalité de ses produits. La publicité télévisée a compté plusieurs égéries célèbres.
Chacune des autres marques du groupe a sa propre communication en fonction de l'image qu'elle veut refléter et les valeurs qu'elle désire transmettre.

## Organisation

### Recherche et Innovation
Le groupe a installé ses différents laboratoires en France, aux États-Unis, au Japon, au Brésil et en Chine.
Au CES 2023, L'Oréal présente Hapta, une nouvelle technologie qui simplifie et facilite l'application de rouge à lèvres pour les personnes ayant une mobilité réduite du bras ou de la main. L'Oréal Brow Magic a aussi été présenté au CES 2023. L'Oréal Brow Magic est le premier 'applicateur électronique' qui assure un maquillage 'personnalisé' des sourcils à domicile.

### Ressources humaines

#### Parité
L'Oréal, dont les principales clientes sont des femmes, a modifié sa politique de ressources humaines depuis plus de 40 ans pour inclure plus de femmes dans ses effectifs de cadres. Celles-ci sont devenues plus nombreuses que les hommes en 2003. Une étude de 2006 montre un accroissement des écarts salariaux en France entre hommes et femmes, passant de 47 % du salaire moyen mensuel en 1983 à près de 59 % en 2004, en faveur des hommes, et l'existence d'un plafond de verre. Une partie de ces écarts s'explique économiquement par des facteurs structurels (politique récente de féminisation, résultant en une plus forte proportion de femmes dans les cadres débutants, recours plus fréquent aux temps partiels par les femmes) et par une certaine logique économique (plus fort absentéisme dont celui lié aux congés-maternités, mais contrebalancée par le fait que les femmes sont plus fidèles à l'entreprise que les hommes et sont mieux formées). Pour l'auteur, qui prévoit alors qu'en 2020, le PDG pourrait être une femme, ces indicateurs peuvent recevoir deux lectures : l'une, optimiste, considérant que le groupe est en cours vers une égalisation des genres, l'autre, pessimiste, considérant que « l'Oréal réalise une économie salariale en confiant un travail de cadre à un segment de population victime de discrimination en matière de rémunération », puisque ces écarts salariaux pourraient représenter la moitié du profit dégagé.

#### Direction
Depuis sa création, le groupe a eu pour dirigeants :
- Eugène Schueller : du 30 juillet 1909 au 23 août 1957
- François Dalle : jusqu'en novembre 1984
- Charles Zviak : jusqu'en septembre 1988
- Lindsay Owen-Jones : jusqu’au 17 mars 2011
- Jean-Paul Agon :
  - Directeur général à partir d'avril 2006
  - Président-directeur général à partir du 18 mars 2011[143]
  - Président à compter du 1er mai 2021
- Nicolas Hieronimus :
  - Directeur général depuis le 1er mai 2021

#### Conseil d'administration
Au 17 avril 2012
- Jean-Paul Agon (président-directeur général)
- Sir Lindsay Owen-Jones (président d'honneur)
- Jean-Pierre Meyers (vice-président du conseil d'administration)
- Peter Brabeck-Letmathe (vice-Président du conseil d'administration)
- Françoise Bettencourt Meyers (administrateur)
- Paul Bulcke (administrateur)
- Charles-Henri Filippi (administrateur)
- Xavier Fontanet (administrateur)
- Bernard Kasriel (administrateur, Director de Nucor administrateur de Arkema)
- Christiane Kuehne (administrateur)
- Marc Ladreit de Lacharrière (administrateur)
- Jean-Victor Meyers (administrateur)
- Annette Roux (administrateur)
- Louis Schweitzer (administrateur)

Au 20 avril 2017
- Jean-Paul Agon (président-directeur général)
- Françoise Bettencourt Meyers (administrateur)
- Peter Brabeck-Letmathe (vice-Président du conseil d'administration)
- Jean-Pierre Meyers (vice-président du conseil d'administration)
- Ana Sofia Amaral (administrateur représentant les salariés)
- Sophie Bellon (administrateur)
- Charles-Henri Filippi (administrateur)
- Xavier Fontanet (administrateur)
- Belén Garijo (administrateur, Président-Directeur Général de Merck Healthcare)
- Béatrice Guillaume-Grabisch (administrateur, Directrice Générale de Nestlé Deutschland)
- Bernard Kasriel (administrateur, Director de Nucor administrateur de Arkema)
- Georges Liarokapis (administrateur représentant les salariés)
- Jean-Victor Meyers (administrateur)
- Virginie Morgon (administrateur)
- Eileen Naughton (administrateur, Vice President and Managing Director de Google pour la Grande-Bretagne et l’Irlande)

## Données financières
| Année | Ventes | Résultat net part du groupe | Dette financière nette | Effectifs | Dividende par action (en €) |
| ----- | ------ | --------------------------- | ---------------------- | --------- | --------------------------- |
| 2022  | 38 261 | 5 707                       | 3 033                  | 87 400    | 6                           |
| 2021  | 32 288 | 4 597                       | 3 586                  | 85 400    | 4,8                         |
| 2020  | 27 992 | 3 563                       | −3 859                 | 85 400    | 4                           |
| 2019  | 29 873 | 3 750                       | −2 399                 | 88 000    | 4,25                        |
| 2018  | 26 937 | 3 895                       | −2 751                 | 86 000    | 3,85                        |
| 2017  | 26 023 | 3 581                       | −1 871                 | 82 600    | 3,55                        |
| 2016  | 25 837 | 3 106                       | −481                   | 89 331    | 3,3                         |
| 2015  | 25 257 | 3 297                       | −618                   | 82 881    | 3,1                         |
| 2014  | 22 532 | 4 910                       | 671                    | 78 611    | 2,7                         |
| 2013  | 22 124 | 2 958                       | −2 320                 | 74 978    | 2,5                         |
| 2012  | 21 638 | 2 868                       | −1 948                 | 72 637    | 2,3                         |
| 2011  | 20 343 | 2 438                       | −504                   | 68 886    | 2                           |
| 2010  | 19 496 | 2 240                       | 41                     | 66 619    | 1,8                         |
| 2009  | 17 473 | 1 792                       | 1 958                  | 64 643    | 1,5                         |
| 2008  | 17 542 | 1 948                       | 3 700                  | 67 662    | 1,44                        |
| 2007  | 17 063 | 2 656                       | 2 373                  | 63 358    | 1,38                        |
| 2006  | 15 790 | 2 061                       | 3 329                  | 60 851    | 1,18                        |

Les chiffres depuis 2005 sont basés sur la norme IFRS.
L'Oréal répond aux exigences du standard financier MSI 20000

## Principaux actionnaires
Au 8 mars 2023 :
| Famille Bettencourt-Meyers               | 34,7% |
| Nestlé                                   | 20,1% |
| L'Oréal SA Employee stock Ownership Plan | 1,67% |
| Norges Bank Investment Management        | 1,13% |
| Fundsmith LLP                            | 1,06% |
| Amundi Asset Management                  | 0,64% |
| BlackRock Investment Management          | 0,41% |
| The Vanguard Group                       | 0,35% |

Le suisse Nestlé était un actionnaire majeur de l'Oréal avec environ 20 % des parts de l'Oréal. Conformément à son contrat conclu avec Eugène Schueller, il garda ses parts jusqu'à six mois après le décès de Liliane Bettencourt, avant de les revendre à Françoise Bettencourt et L'Oréal en autocontrôle (qui put financer cette opération en vendant les 8 % qu'elle détenait de Sanofi-Aventis)[source secondaire souhaitée].

## Critiques, condamnations judiciaires et amendes administratives

### Lien avec l'extrême droite
Le fondateur de L’Oréal, Eugène Schueller aurait été, selon certains auteurs, l'un des financiers de La Cagoule, une organisation d'extrême droite française des années 1930. Il devient ensuite un des dirigeants du Mouvement social révolutionnaire. En 1949, il embauche Jacques Corrèze pour développer les affaires de L'Oréal en Espagne. Ancien dirigeant de La Cagoule, Jacques Corrèze est condamné en 1948 à dix ans de réclusion pour intelligence avec l'ennemi, sort de prison en 1949 pour être embauché par L’Oréal. Il est réhabilité en 1966.

### Discriminations raciales
Le 6 juillet 2007, Garnier, une filiale de L’Oréal est condamnée par la justice française pour « discrimination raciale à l'embauche ». Le groupe L’Oréal s'est pourvu en cassation contre ce jugement. D'autre part, une controverse s'est élevée parce que le directeur-général de L'Oréal avait indiqué que : « un candidat qui a un prénom d’origine étrangère avait plus de chance d’être recruté que celui qui porte un prénom français de souche.»
En 2011, la Cour d'appel de Paris a estimé SOS Racisme recevable en tant que partie civile, et a condamné Adecco et Garnier (du groupe L'Oréal) à 30 000 € de dommages et intérêts.

### Tests sur les animaux
Depuis juin 2000, l'association britannique animaliste Naturewatch organise une campagne de boycott contre L’Oréal pour dénoncer ses expérimentations sur les animaux[source insuffisante]. En réponse, le groupe a rappelé avoir cessé les tests des produits sur animaux depuis 1989, mais ne pas pouvoir garantir que les ingrédients fournis par d’autres entreprises n’ont pas été testés sur des animaux.

### Stock-options
La polémique des années 2000 sur les stock-options a conduit le PDG de L'Oréal à vouloir renoncer à ce type de rémunération à partir de l'année 2012.

### Publicités mensongères
La commission fédérale du commerce aux États-Unis a épinglé L'Oréal en juin 2014, au sujet de publicité mensongère, concernant ses gammes pour la peau « Lancôme Génifique » et « L'Oréal Paris Youth Code », qui affirmaient des propriétés antivieillissement « scientifiquement prouvées », ce que L'Oréal ne put prouver devant la commission. L'Oréal s'est donc vu notifier l'interdiction de revendiquer les propriétés antivieillissement de certains de ses produits haut de gamme de soin de la peau, sur le territoire américain, aux termes d'un accord signé avec les autorités américaines, ce qui évite au groupe des poursuites judiciaires pour publicité mensongère,.

### Ententes sur les prix
Le jeudi 18 décembre 2014, l'Autorité française de la concurrence inflige à L'Oréal (ainsi qu'à plusieurs autres grands groupes de produits d'hygiène et de beauté comme Gillette) une amende collective de 605,9 millions d'euros pour s'être entendu sur les prix avec ses concurrents entre 2003 et 2006.

### Impact environnemental
Le 26 novembre 2015, à la suite des accords de Paris sur le climat, le groupe signe avec 38 grandes entreprises françaises le manifeste pour le climat[source insuffisante]. Entre 2016 et 2018 l'Oréal a au contraire augmenté de 53,6 % ses émissions de gaz à effet de serre, participant ainsi à l'accélération du réchauffement climatique planétaire.

### Risques des produits pour la santé
Le 7 juin 2017, l'UFC Que choisir dénonce la présence de perturbateurs endocriniens interdits par l'Union européenne dans plusieurs produits de la marque, dont le « Gel coiffant fixation blindée Vivelle Dop » et la bille pour les yeux L’Oréal Men. Elle déconseille particulièrement l'utilisation de ces produits aux enfants, adolescents, et femmes enceintes,.
Le 21 mai 2019, la fédération allemande pour l'environnement et la protection de la nature (Bund) révèle en utilisant les données fournies par l'agence fédérale de l'environnement allemande comme par l'Agence européenne des produits chimiques que 654 entreprises opérant en Europe ne respectent pas, entre 2014 et 2019, le protocole européen d'enregistrement, évaluation et autorisation des produits chimiques, censé protéger la santé et l'environnement des Européens. Ces entreprises, dont L'Oréal, emploient massivement des substances de synthèse interdites et potentiellement dangereuses,,.
En 2020, l'association 60 Millions de consommateurs dénonce plusieurs produits cosmétiques, dont L'Oréal, pour leurs composants « toxiques ».

### Évasion fiscale
En septembre 2019, L'Oréal annonce que pour résoudre un contentieux fiscal de trois de ses filiales, dont Lancôme, l'entreprise verse au fisc français 320 millions d'euros.
Ce redressement d’un milliard d’euros (320 millions d’impôt sur les sociétés) concerne les prix de cession pratiquées par les filiales françaises de l’Oréal au bénéfice des filiales étrangères.
La documentation de prix de transfert de l’Oréal présentait ses filiales françaises comme des sociétés prestataires de service ce qui leur permettait de vendre avec une marge bénéficiaire de 5 %.
Les vérificateurs ont démontré que cette présentation était contraire à la réalité tant sur un plan juridique que comptable et en opposition avec la réalité économique.
Les sociétés françaises ne sont pas des prestataires de service et cette présentation est faite uniquement pour permettre aux filiales étrangères d’être surrémunérées. Sur un plan pratique cela permettait de réduire à 5 % (3,3 % après impôt) la marge des filiales françaises en lieu et place de la marge globale de l’Oréal de l’ordre de 16% après impôts sur les sociétés.
En procédant de cette manière, tous les ans, 60 à 70 % du bénéfice des filiales françaises était transféré dans les filiales étrangères et revenait en France sous forme de dividendes exonérés d’impôt sur les sociétés.
Les vérificateurs ont démontré que cette documentation des prix de transfert procédait d’un acte anormal de gestion (source : note de l'administration fiscale du 28 décembre 2017). Un acte anormal de cession procède d’une intention délibérée de se soustraire à l’impôt en France. La vente à prix minorés est un délit (Cass. 10/10/2012 no 11-87292) entrant dans le cadre des dispositions de l’article 1741 du code général des impôts.
Des centaines de millions d’euros transférés à l’étranger sont revenus en France sous forme de dividendes non imposables.

### Espionnage
En juin 2021, L'Oréal accusé d'espionnage de franchise est condamné à une amende de 370 000 euros à verser au groupe Guinot. Le tribunal de commerce de Paris a jugé que « des éléments du savoir-faire de la société Guinot ont été appropriés par la société L'Oréal ».

### Conditions de travail
Le groupe met en avant un management basé sur la « saine inquiétude », privilégiant les horaires à rallonge et les rivalités entre salariés. En 2019, une cadre, assistée par l’avocat Avi Bitton, a accusé une société du groupe L’Oréal de discrimination au retour du congé maternité et la société a finalement été condamnée aux prudhommes pour licenciement abusif.

## Activité de lobbying

### Auprès de l'Assemblée nationale
L’Oréal est inscrit comme représentant d'intérêts auprès de l'Assemblée nationale. L'entreprise déclare à ce titre qu'en 2013, quatre personnes sont accréditées auprès de l'Assemblée, mais indique également que les coûts annuels liés aux activités directes de représentation d'intérêts auprès du Parlement sont inférieurs à 10 000 euros.

### Auprès des institutions de l'Union européenne
L’Oréal est inscrit depuis 2009 au registre de transparence des représentants d'intérêts auprès de la Commission européenne. Le groupe déclare en 2015 pour cette activité 3 collaborateurs à temps plein et des dépenses d'un montant compris entre 50 000 et 100 000 euros. L'Oréal est en outre représenté par un cabinet spécialisé pour un budget compris entre 10 000 et 25 000 euros.